# Myriam Rignol

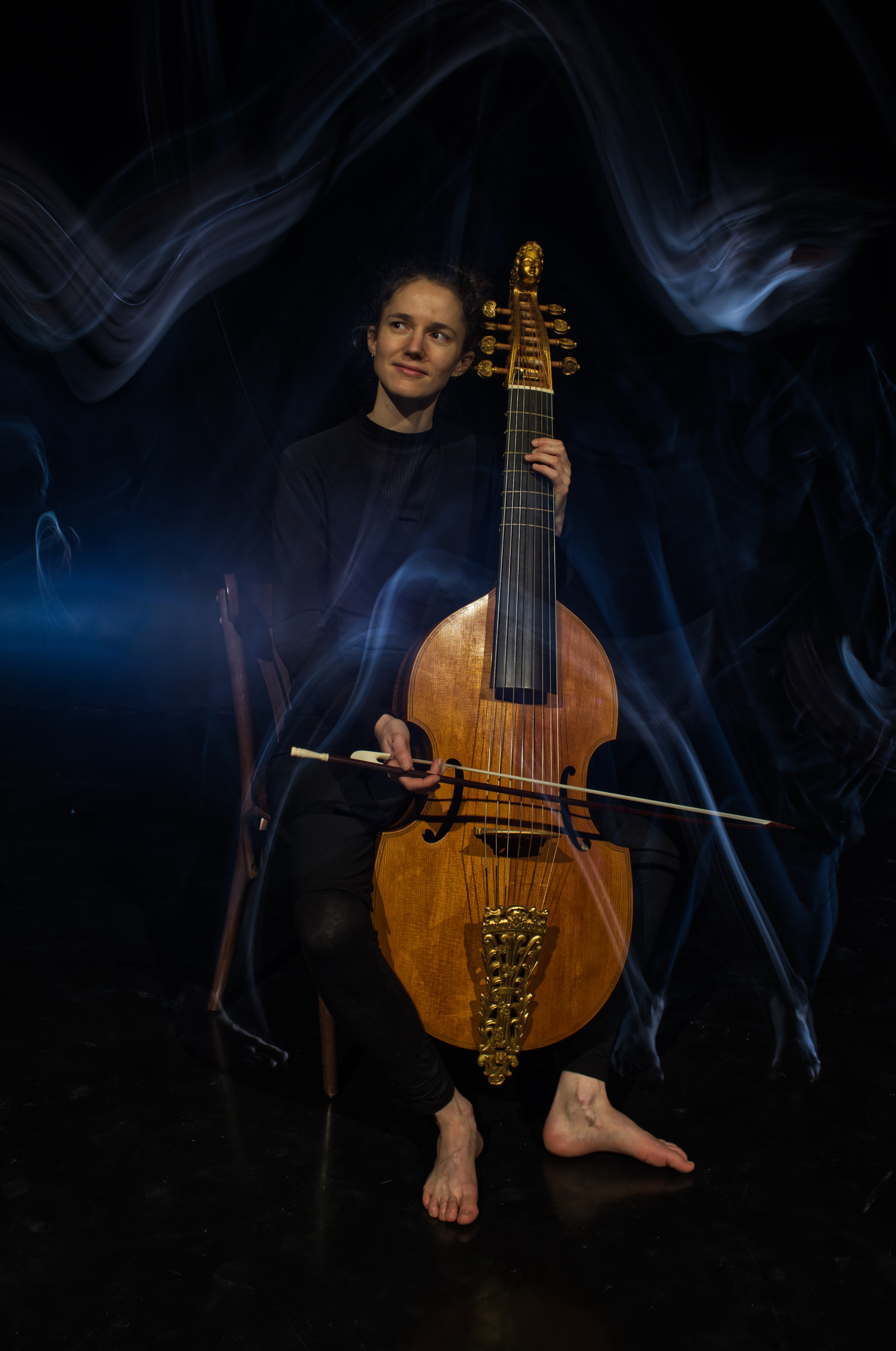
Myriam Rignol

Myriam Rignol (Perpignan, 12 juli 1988) is een Frans viola da gambaspeler.

## Levensloop
Myriam Rignol was zeven toen ze in Perpignan viola da gamba aanleerde onder de leiding van Christian Sala. Ze behaalde haar diploma in 2004. 
Toen ze zestien werd ging ze in Lyon studeren bij Marianne Muller, bij wie ze in 2010 haar masterdiploma behaalde. Met het Europese Erasmusprogramma studeerde ze een jaar bij Rainer Zipperling aan de Hochschule für Musik und Tanz Keulen. Ze volgde ook meestercursussen onder de leiding van Jordi Savall, Wieland Kuijken, Philippe Pierlot en Emmanuel Balssa. 
Samen met de violist Yoko Kawakubo en de klavecimbelspeler Julien Wolfs stichtte ze Les Timbres. Ze wonnen eerste prijs op het Internationaal Concours voor ensembles in Brugge in 2009, alsook op het Concours voor Oude Muziek in Yamanashi (Japan). 
Myriam Rignol is lid van verschillende ensembles, onder meer Pygmalion (Raphaël Pichon), Correspondances (Sébastien Daucé) en Musicall Humors (Julien Léonard), met wie ze regelmatig musiceert en optreedt. Ze trad ook al op met Les Inventions (Patrick Ayrton), Il Delirio Fantastico (Vincent Bernhardt), Le Concert Lorrain (Stephan Schultz), Harmonie Universelle (Florian Deuter), en The Consort Project. Ze speelt ook in consort met Marianne Muller, Pau Marcos Vicens en Christian Sala.
In juni 2009 won ze Tweede prijs op het Internationaal Concours voor viola da gamba 'Bach-Abel' in Köthen en in mei 2010 de Eerste prijs op het Internationaal Concours voor Oude Muziek in Yamanashi.
In 2011 won ze Tweede prijs alsook de Publieksprijs tijdens het Internationaal Concours van het Festival Musica Antiqua in Brugge.